# Ocotequila
Ocotequila är en ort i Mexiko.   Den ligger i kommunen Copanatoyac och delstaten Guerrero, i den sydöstra delen av landet, 220 km söder om huvudstaden Mexico City. Ocotequila ligger 1 706 meter över havet och antalet invånare är 1 104.
Terrängen runt Ocotequila är lite bergig. Runt Ocotequila är det ganska glesbefolkat, med 32 invånare per kvadratkilometer. Närmaste större samhälle är Tlapa de Comonfort, 15,1 km nordost om Ocotequila. I omgivningarna runt Ocotequila växer huvudsakligen savannskog.